# گمینا پولسکا تسرکیو
گمینا پولسکا تسرکیو (به لهستانی:  Gmina Polska Cerekiew) یک گمینا در لهستان است که در شهرستان کنجژن-کوژله واقع شده‌است. گمینا پولسکا تسرکیو ۶۰٫۸۵ کیلومتر مربع مساحت و ۴٬۶۵۶ نفر جمعیت دارد.